# Dinis Almeida
Dinis Costa Lima Almeida, noto semplicemente come Dinis Almeida (Esposende, 28 giugno 1995), è un calciatore portoghese, difensore del Ludogorec.

## Caratteristiche tecniche
È un difensore centrale.

## Carriera

### Club
È cresciuto nelle giovanili del Varzim.
Nel 2016 è stato acquistato dal Monaco che lo ha ceduto in prestito al Belenenses.
Ha debuttato nella prima divisione portoghese con il Belenenses il 27 agosto 2016, nel corso del match vinto 1-0 contro il Tondela.

### Nazionale
Ha giocato nelle nazionali giovanili portoghesi Under-19 ed Under-20.

## Statistiche

### Presenze e reti nei club
Statistiche aggiornate al 23 febbraio 2025.
| Stagione                 | Squadra                  | Campionato               | Campionato | Campionato | Coppe nazionali | Coppe nazionali | Coppe nazionali | Coppe continentali | Coppe continentali | Coppe continentali | Altre coppe | Altre coppe | Altre coppe | Totale | Totale |
| Stagione                 | Squadra                  | Comp                     | Pres       | Reti       | Comp            | Pres            | Reti            | Comp               | Pres               | Reti               | Comp        | Pres        | Reti        | Pres   | Reti   |
| ------------------------ | ------------------------ | ------------------------ | ---------- | ---------- | --------------- | --------------- | --------------- | ------------------ | ------------------ | ------------------ | ----------- | ----------- | ----------- | ------ | ------ |
| 2013-2014                | Joane                    | SD                       | 32         | 0          | TP+TL           | 0               | 0               |                    | -                  | -                  |             | -           | -           | 32     | 0      |
| 2014-2015                | Reus                     | SB                       | 14         | 1          | CR              | 0               | 0               |                    | -                  | -                  |             | -           | -           | 14     | 1      |
| 2015-2016                | Reus                     | SB                       | 19         | 2          | CR              | 1               | 0               |                    | -                  | -                  |             | -           | -           | 20     | 2      |
| Totale Reus              | Totale Reus              | Totale Reus              | 33         | 3          |                 | 1               | 0               |                    | -                  | -                  |             | -           | -           | 34     | 3      |
| 2016-2017                | Belenenses               | PL                       | 6          | 1          | TP+TL           | 1+1             | 0+1             |                    | -                  | -                  |             | -           | -           | 8      | 2      |
| 2017-2018                | Braga B                  | SL                       | 24         | 2          |                 | -               | -               |                    | -                  | -                  |             | -           | -           | 24     | 2      |
| 2018-2019                | Xanthi                   | SLE                      | 21         | 2          | CG              | 1               | 0               |                    | -                  | -                  |             | -           | -           | 22     | 2      |
| 2019-2020                | Lokomotiv Plovdiv        | PFL                      | 23         | 3          | CB              | 5               | 1               |                    | -                  | -                  |             | -           | -           | 28     | 4      |
| 2020-2021                | Lokomotiv Plovdiv        | PFL                      | 30         | 4          | CB              | 1               | 0               | UEL                | 2                  | 0                  | SB          | 1           | 0           | 34     | 4      |
| Totale Lokomotiv Plovdiv | Totale Lokomotiv Plovdiv | Totale Lokomotiv Plovdiv | 53         | 7          |                 | 6               | 1               |                    | 2                  | 0                  |             | 1           | 0           | 62     | 8      |
| 2021-2022                | Anversa                  | D1                       | 24         | 0          | CB              | 0               | 0               | UEL                | 6                  | 0                  |             | -           | -           | 30     | 0      |
| 2022-gen. 2023           | Anversa                  | D1                       | 8          | 0          | CB              | 1               | 0               | UECL               | 4                  | 2                  |             | -           | -           | 13     | 2      |
| Totale Anversa           | Totale Anversa           | Totale Anversa           | 32         | 0          |                 | 1               | 0               |                    | 10                 | 2                  |             | -           | -           | 43     | 2      |
| gen.-giu. 2023           | Ludogorec                | PFL                      | -          | -          | CB              | -               | -               | UECL               | -                  | -                  |             | -           | -           | -      | -      |
| 2023-2024                | Ludogorec                | PFL                      | 11         | 1          | CB              | 4               | 1               | UECL               | 0                  | 0                  | SB          | 0           | 0           | 15     | 2      |
| 2024-2025                | Ludogorec                | PFL                      | 17         | 2          | CB              | 2               | 0               | UCL+UEL            | 6+10               | 1+3                | SB          | 1           | 1           | 36     | 7      |
| Totale Ludogorets        | Totale Ludogorets        | Totale Ludogorets        | 28         | 3          |                 | 6               | 1               |                    | 16                 | 4                  |             | 1           | 1           | 51     | 9      |
| Totale carriera          | Totale carriera          | Totale carriera          | 229        | 18         |                 | 17              | 3               |                    | 28                 | 6                  |             | 2           | 1           | 276    | 28     |

## Palmarès

### Club

#### Competizioni nazionali
- Campionato bulgaro: 2

Ludogorec: 2023-2024, 2024-2025
- Coppa di Bulgaria: 2

Lokomotiv Plovdiv: 2019-2020
Ludogorec: 2024-2025
- Supercoppa di Bulgaria: 3

Lokomotiv Plovdiv: 2020
Ludogorec: 2023, 2024